# Gurukula
Gurukula (Sanskrit गुरुकुल) bedeutet „Haus des Gurus“ und bezeichnet die traditionelle indische Erziehungs- und Ausbildungsmethode, wonach der Schüler im Haus seines Lehrers (Guru) wohnt, diesem dient und von ihm im praktischen Lebenszusammenhang unterwiesen wird.
Diese Art des Lernens galt nicht nur für praktische Tätigkeiten (Handwerk), sondern auch für intellektuelle und spirituelle Disziplinen (Veden-Studium, Gesangsstudium, Tempeltanz, Yoga). Vor allem bei letzteren wurde aus dem „Haushalt“ des Lehrers oft eine klosterähnliche Gemeinschaft (Ashram), in der die Schüler nach mönchischer Art zusammenlebten und spirituelle Unterweisungen erhielten.
Wie viele traditionelle indische Begriffe wird auch dieser von neueren religiösen oder spirituellen Organisationen auf moderne Einrichtungen angewendet. Der christliche Missionar Christian Friedrich Schwartz unterrichtete in  Tiruchirappalli den Prinzen Serfoji (später als Serfoji II. bekannt) und einen etwas älteren Schüler, Vedanayagam, heute bekannt als Vedanayagam Sastriar, entsprechend dem Gurukulam-Ansatz.
In der Internationalen Gesellschaft für Krishna-Bewusstsein bezeichnet das Wort „Gurukula“ Internate, in denen die Kinder der Anhänger dieser Gemeinschaft von ihren Eltern getrennt untergebracht wurden.